# ダイハツ・ミラココア
ミラ ココア（Mira Cocoa）は、ダイハツ工業が製造・販売していたハッチバック型（軽セダン）の軽自動車である。その名の通りミラシリーズに属しており、単に「ココア」とも呼ばれる。

## 概要
2009年8月17日、ダイハツの基幹車種である7代目ミラの派生モデルとして発売された。2009年3月に販売を終了したミラ ジーノの後継車でもある。5か月前に生産終了となったムーヴ ラテ（3代目ムーヴ派生）の後継と見る向きもあるが、4代目ムーヴの派生車種としてコンテが存在しており、ラテの後継はコンテと見る向きもある。しかし、ラテと4代目ムーヴ／コンテは併売されていた時期があり、ココア・ラテ・コンテの三者の関係はあやふやである。
プラットフォームはミラと共通であるが、ボディは専用となっている。エンジンは出力43kW（58PS）、DVVT付き自然吸気の水冷直列3気筒 KF-VE型を搭載する。
ほかのダイハツの軽乗用車で設定されている「カスタム」は設定されていないが、シルバールーフレール、ドアミラーターンランプなどを装備し、専用シートを採用したプラス系が設定されている。プラス系はシルバールーフレールを装着しているため、車高が+30mm高い1,560mmとなり、ほとんどの機械式立体駐車場への入庫は不可である。
尚、2018年2月時点における新車で購入可能な一連のミラシリーズとしては唯一、全車にタコメーターが標準で装備されていた。

## 型式 L675S/L685S型（2009年-2018年）
2009年8月17日
販売開始。トランスミッションは、X系以上のグレードにはインパネシフトのCVT（ダイハツ内製）が、L系以下のグレードには同じくインパネシフトの4速ATが組み合わせられ、X系以上のグレードにはさらに3眼式のメーターパネル（タコメーター付）が標準装備となる。最上級グレードの「プラスG」には日本車初採用となるバックモニター内蔵ルームミラー（自動防眩機能付）が標準装備される。当初の燃費（2WD車）は10・15モードで4ATが19.4km/L、CVTが23.5km/L。
2010年5月6日
タコメーター付3眼メーター、インテグレートCD・AM/FM付ステレオ、エコインジケーター、瞬間燃費計、ABSを標準装備した「X Special」を追加。同時に仕様変更を行い、4AT車の「L」と「プラスL」を廃止し、全車CVT仕様となる。また、「X」はプラス系の一部装備が標準装備されたことで、車両本体価格が2万円値上げとなった。
2011年6月6日
一部改良。4WD車のエンジンを「第2世代KFエンジン」に置換し、燃費を向上。これにより、「平成22年度燃費基準+25%」を達成した。このほか、平均燃費計を標準装備するとともに、「X Special」には14インチタイヤを、「プラスX」・「プラスG」には照明付バニティミラー（運転席/助手席）&チケットホルダー（運転席）、フロアイルミネーション（運転席）、グローブボックスランプをそれぞれ標準装備した。ボディカラーについては、発売当初の9色から6色へと減らされた。
2012年4月9日
マイナーチェンジ。ミライースに採用している「e:sテクノロジー」のうち、新型エンジンと改良型CVTを組み合わせたパワートレインと停車前アイドリングストップ機能付新型「eco IDLE（エコアイドル）」、エコ発電制御（減速エネルギー回生機能）を採用し、燃費が大幅に向上（JC08モードで2WD車は26.0km/L、4WD車は25.6km/L）され全車で「平成27年度燃費基準+20%」を達成した。その際、重量調整のためプラス系の4WD車から分割可倒式リアシートが廃止された。
この他、「L」を除く全グレードでグリル・バンパーコーナー・フォグランプ（フォグランプはプラス系のみ）のメッキ加飾を行い、全車においてはリアコンビランプをLEDに変更・クリアクリスタル化するとともに、ハイマウントストップランプもLEDに変更。運転時の状況を確認できるマルチインフォメーションディスプレイも標準装備。「プラスG」はさらに、バックモニター付ナビと花粉除去機能付プラズマクラスターも標準装備した。ボディカラーには新色として「ムースピンクパール（オプションカラー）」を追加した。なお、グレード体系が一部変更となり、従来の「X Special」を廃止する替わりに、一旦廃止となっていた「L」をCVT搭載の最廉価グレードとして復活した。
2012年12月12日
ムースピンクパール(ext)×アイボリー×ブラック(int) の内外装組み合わせがオートカラーアウォード2013ファッションカラー賞を受賞。
2013年4月2日
特別仕様車「スペシャルコーデ」を発表（4月8日販売開始）。「X」・「プラスX」をベースに、ドアアウターハンドル、14インチツートーンカラードフルホイールキャップをパールホワイト（「2トーンセレクション」の「ビターカラー」選択時はシルバー）とすることでアクセントを加えるとともに、内装にはブラウンの専用シート（スエード調・デオドラント機能付・「ココア」エンブレム付）を採用。さらに、「X」には助手席シートバックティッシュポケットと分割可倒式リアシート（2WD車のみ）を、「プラスX」には「ココア」エンブレム付革巻ステアリングホイールをそれぞれ追加。また、ボディカラーにはオプションでボディ上部・下部のカラーが異なる「2トーンセレクション」を3種設定した。
2014年5月8日
特別仕様車「スペシャルコーデ スマートセレクションSN」を発売。前述の「スペシャルコーデ」の特別装備内容に加え、スマートフォン連携メモリーナビゲーションシステム、スーパーUV&IRカットガラス（フロントドア）、スーパーエアクリーンフィルターを追加装備した。なお、「スペシャルコーデ スマートセレクションSN」では、メモリーナビゲーションのHDMI端子が備わるため、助手席ショッピングフックが省かれる。
2014年8月26日
2度目のマイナーチェンジ。
ボディカラーを大幅に拡大し、2011年6月の一部改良時に廃止していた「シャイニングレッド」と前回のマイナーチェンジで廃止していた「ココアベージュメタリック」を復活設定し、新色の「シルキーラベンダーメタリックオパール」を追加した10色を設定。これに加え、「L」を除く全グレードには特別仕様車「スペシャルコーデ」に設定されていた「2トーンセレクション」をオプション設定し、種類を5種類に増やした。「プラスX」では内装パネルカラーとシートカラーを各3色ずつ設定し、9通りの組み合わせから選択可能した。また、「L」を除く全車でフロントバンパーのデザインを変更してグレード毎に外装デザインが差別化されたことで、外装デザイン・ボディカラー・内装色の組み合わせで計160通りのバリエーションとなった。さらに、カタログ掲載のバリエーションに加え、全国を11ブロックに分け、それぞれの地域限定で販売される特別仕様車も設定される。
「プラスX」および「プラスXスマートセレクションSN」のヘッドランプはLED化され、リング状のLEDクリアランスランプを追加。内装では全車で自発光3眼メーターとオーディオフェイスのデザインを変更した。「L」を除く全車にオプション設定されている「2トーンセレクション」はパールホワイト塗装の見切り位置を変え、ホイールキャップ中心部をボディ同色に変更することでデザイン性を向上した。
「プラスX」は大型メッキグリル加飾を施し、バックドアに装着されているメッキ車名オーナメントをフロントフェンダーにも装着し、同じ場所にグレード名の"+"をモチーフとしたハッピークローバーエンブレムも装着した。また、専用装備として、スモールランプと連動で点灯するフロントLEDイルミネーションランプや、高輝度LEDを採用したルームランプ「LEDジュエルランプ」を装備した。
また、既採用の「e:Sテクノロジー」は新たにクールドi-EGRやCVTサーモコントローラーを採用したことで燃費を向上（JC08モード燃費で2WD車は29.0km/L、4WD車は26.8km/L）したほか、「ファン&リラックスドライブコンセプト」を導入し、フロントアームブッシュの特性変更による乗り心地の改善やカウル/インパネ裏吸音材の追加により静粛性を向上。装備面では全車にエマージェンシーストップシグナルを、「L」を除く全車にキーフリーシステム（リクエストスイッチ付(運転席/助手席/バックドア)）とキーフリー連動オート格納式カラードドアミラーをそれぞれ装備した。一方でプラス系の2WD車はリアシートから分割可倒から一体式のみとなった。
なお、特別仕様車の「スペシャルコーデ スマートセレクションSN」はマイナーチェンジに伴い、「X"スマートセレクションSN"」・「プラスX"スマートセレクションSN"」としてカタロググレードにラインナップされた。併せて「プラスG」を廃止した（これにより、ドアミラーターンランプ装着車が設定されなくなった）。
2015年4月8日
一部改良。
「X"スマートセレクションSN"」・「プラスX"スマートセレクションSN"」に標準装備されているナビゲーションを6代目ムーヴに採用されているボイスコントロールナビゲーションシステムに変更し、グレード名称を「X"Limited"」・「プラスX"Limited"」に変更。併せて、リア左下に装着されていた「eco IDLE」エンブレムが廃止されたほか、新たに設けられた平成32年度燃費基準に対応し、「平成32年度燃費基準+10%」を達成した。
2016年7月22日
カラーバリエーションの整理のため、ボディーカラーでの「シルキーラベンダーメタリックオパール」及び「マスカットグリーンメタリック」をオーダーストップ、並びに廃止（ツートンを含む）。
2016年8月
海外のスリランカ、ニュージーランド、ブルネイ、タイ、香港、マカオ、マレーシア、シンガポール、ミャンマーで販売される。
2018年2月
生産終了、在庫限りの販売となる。
2018年3月30日
無印ミラ共々販売終了に伴い、ホームページへの掲載を終了。この時点でダイハツの軽ハッチバックがミライースだけになったことで同年6月25日にトコットが発売されるまでミラシリーズが一時消滅した。

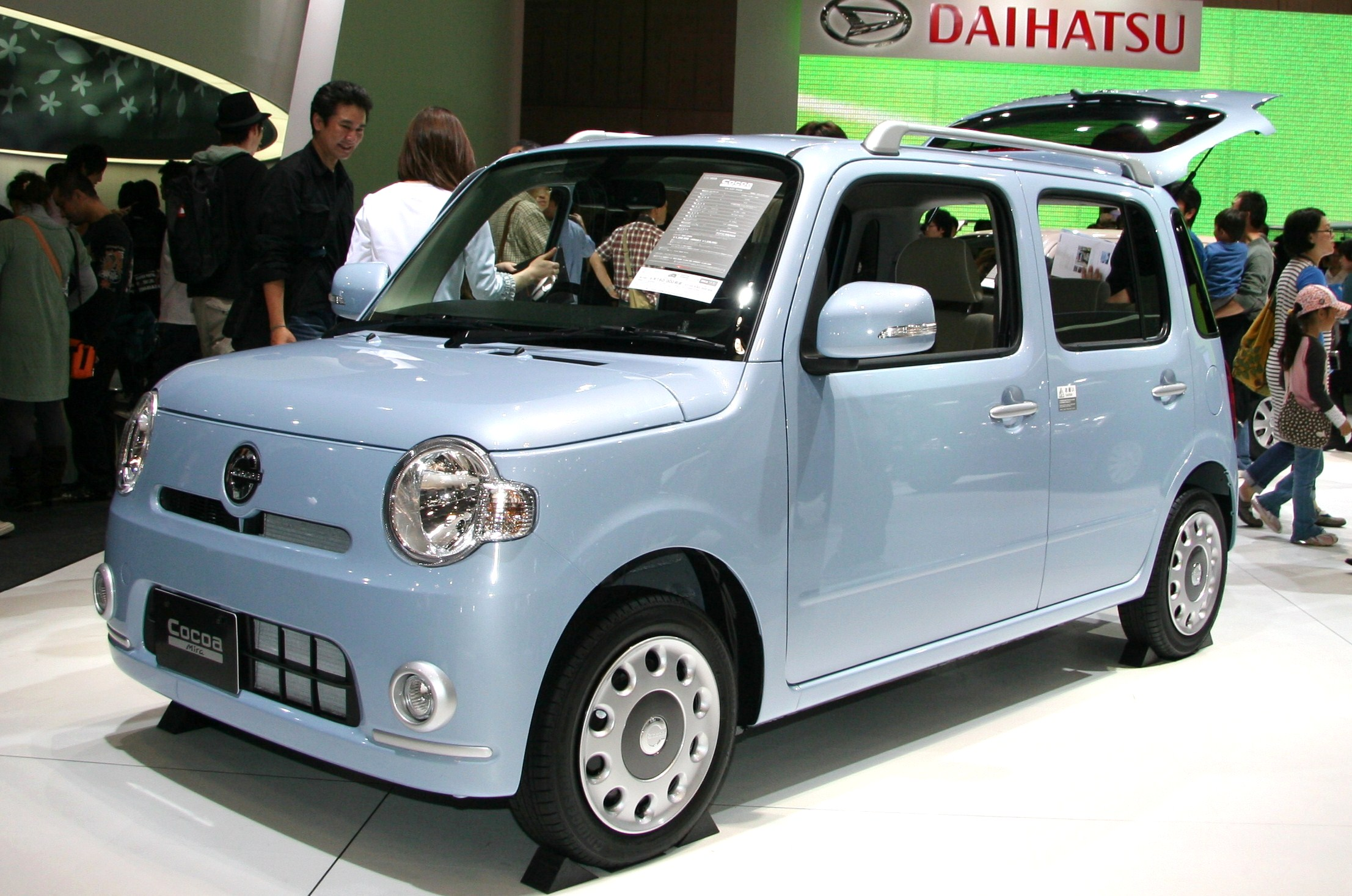
プラス系（2009年販売型）
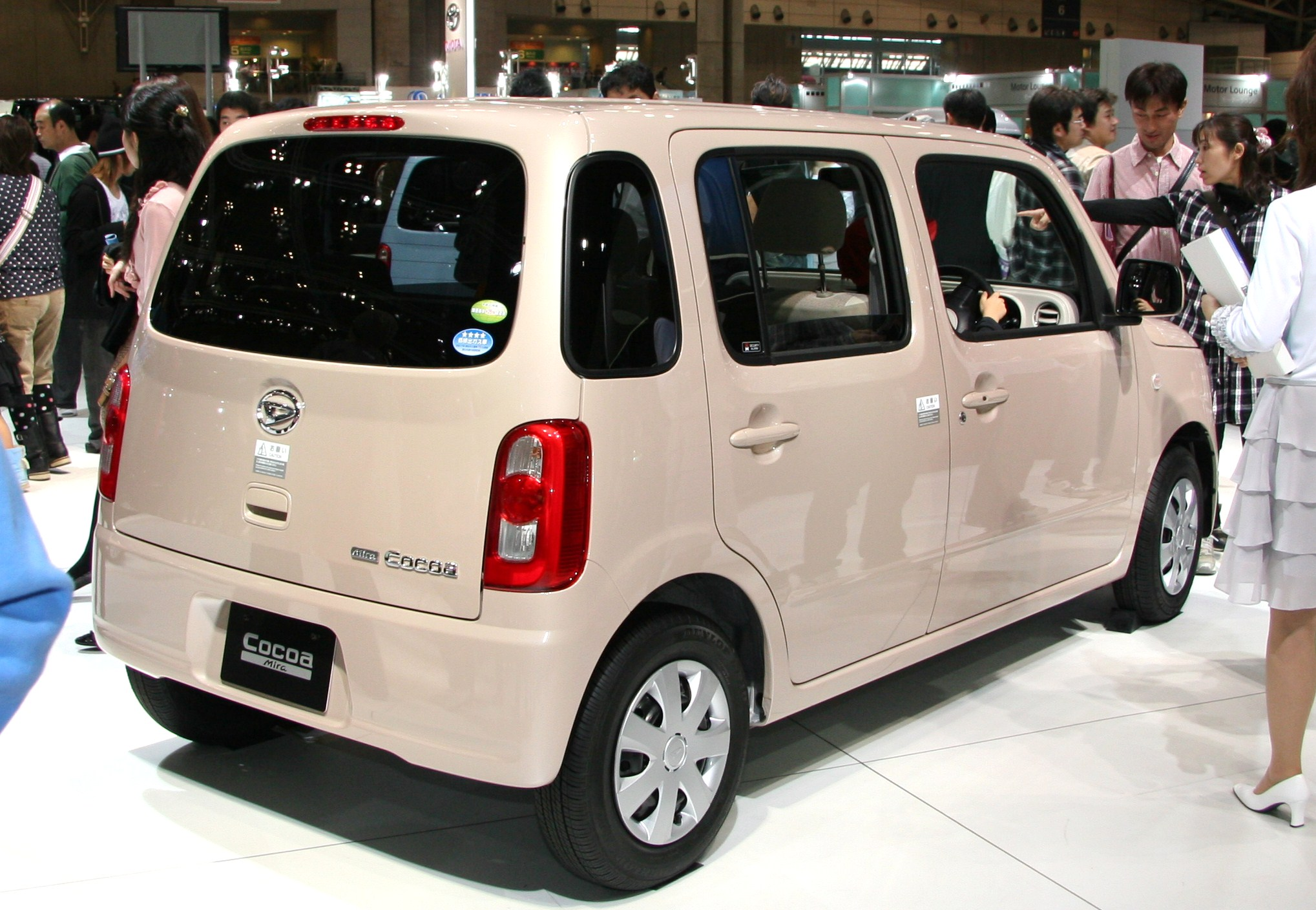
リア（L/X・2009年販売型）
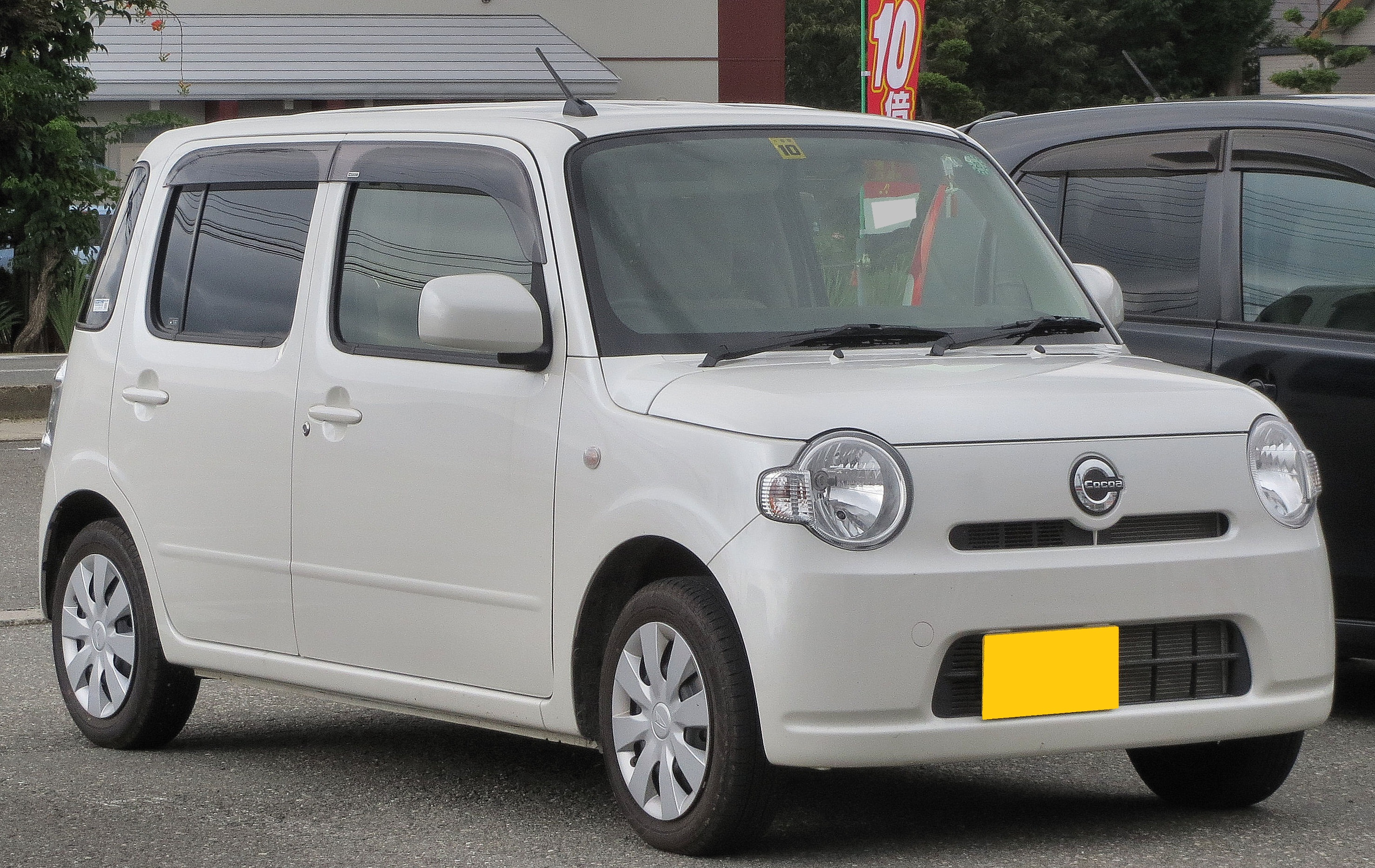
L 改良型
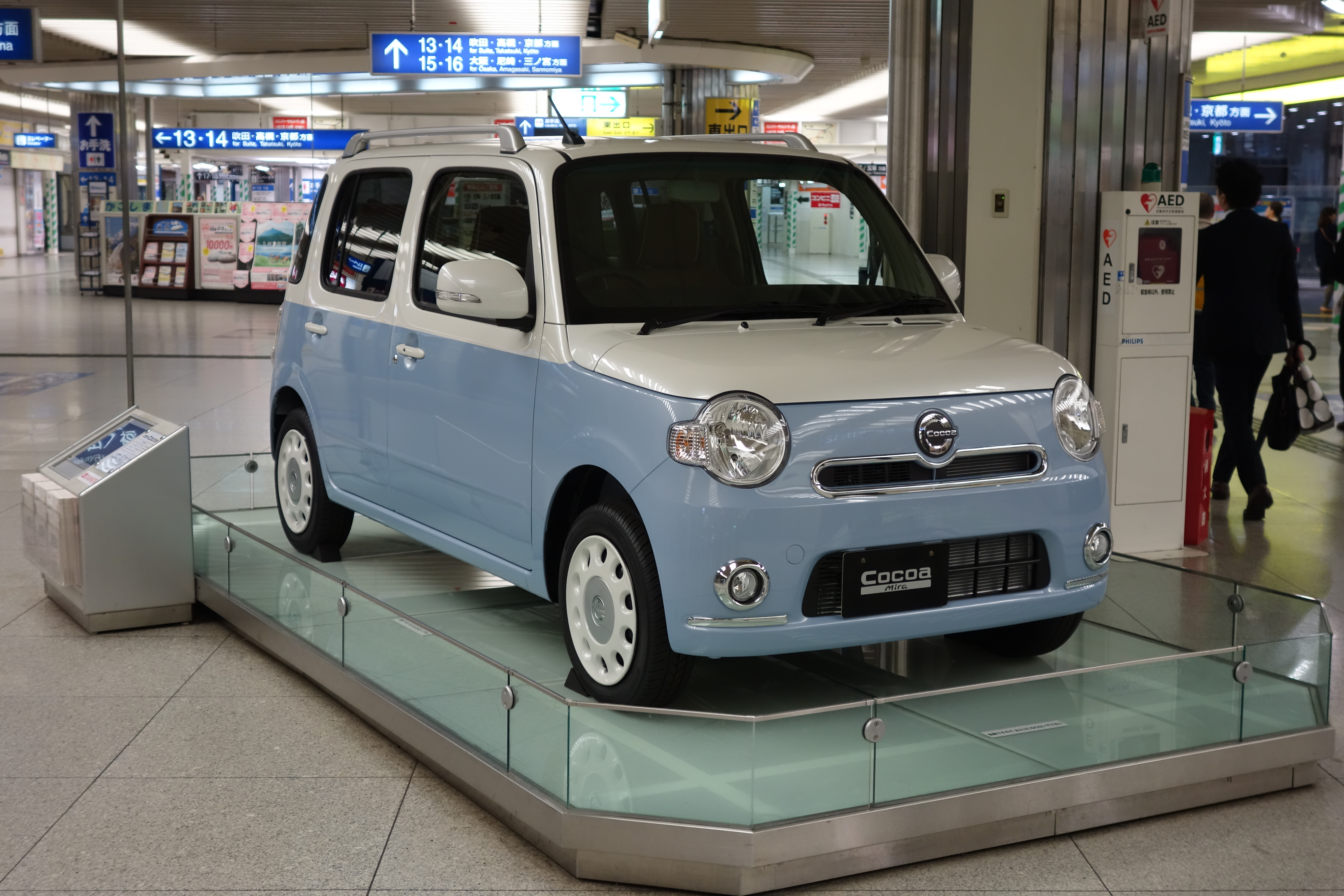
「プラスX"スペシャルコーデ"」 2トーンセレクション仕様車
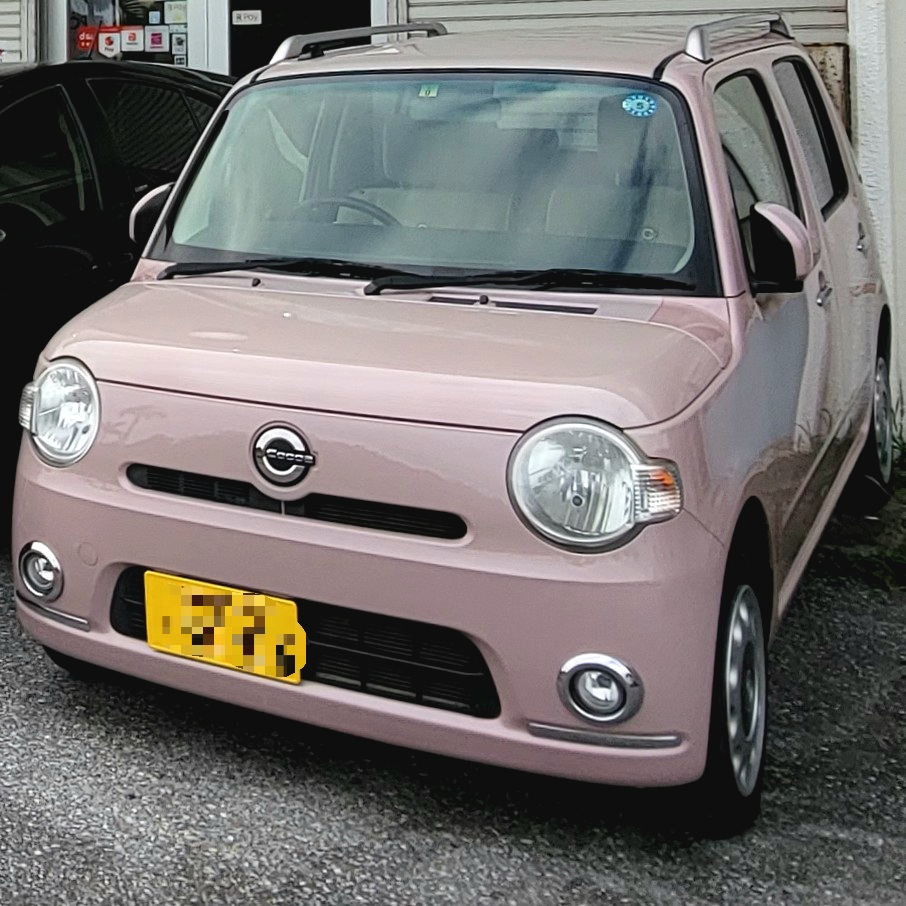
プラスG 2012年改良型　フロント
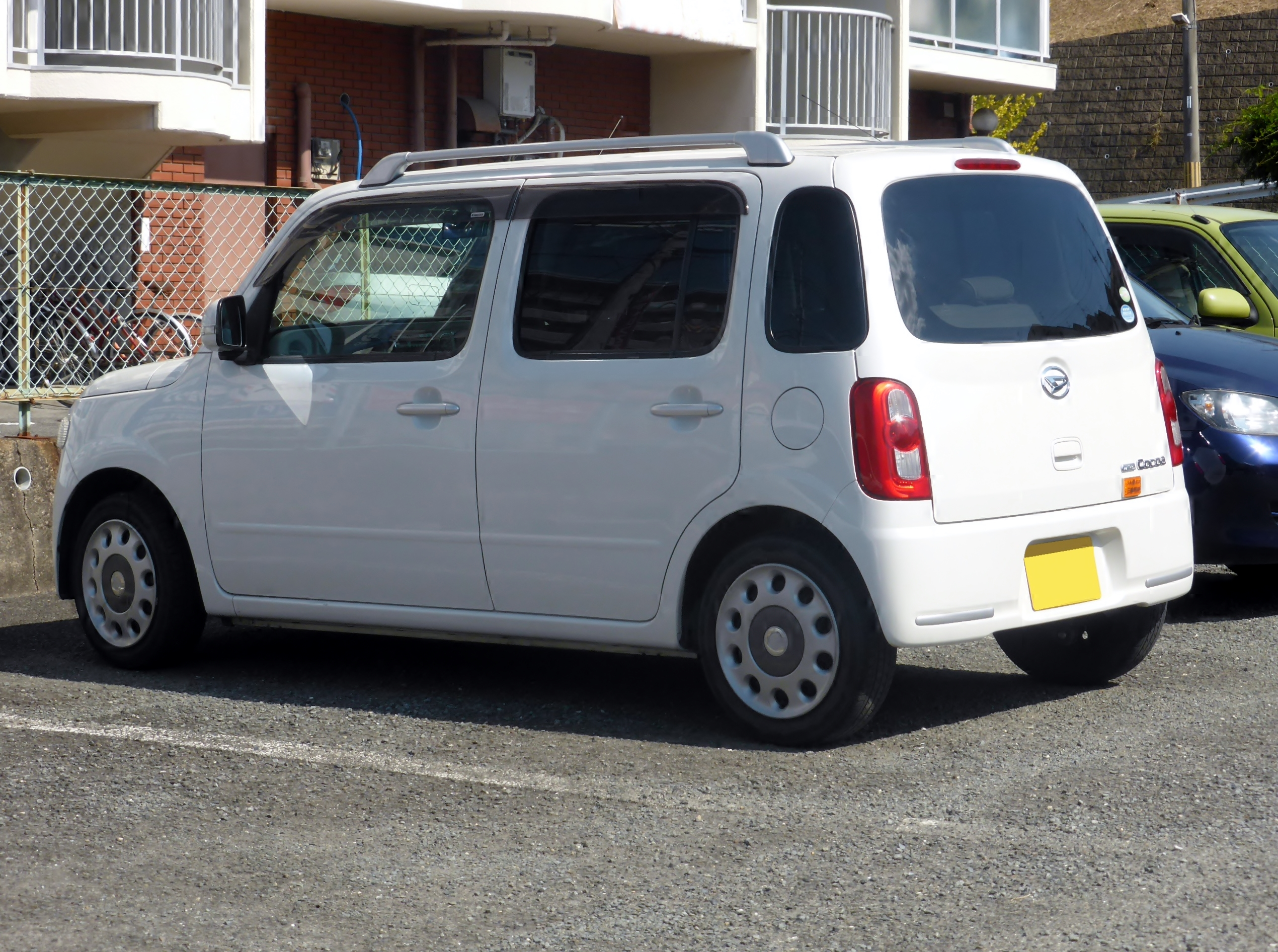
プラス系(2009年販売型)　リア
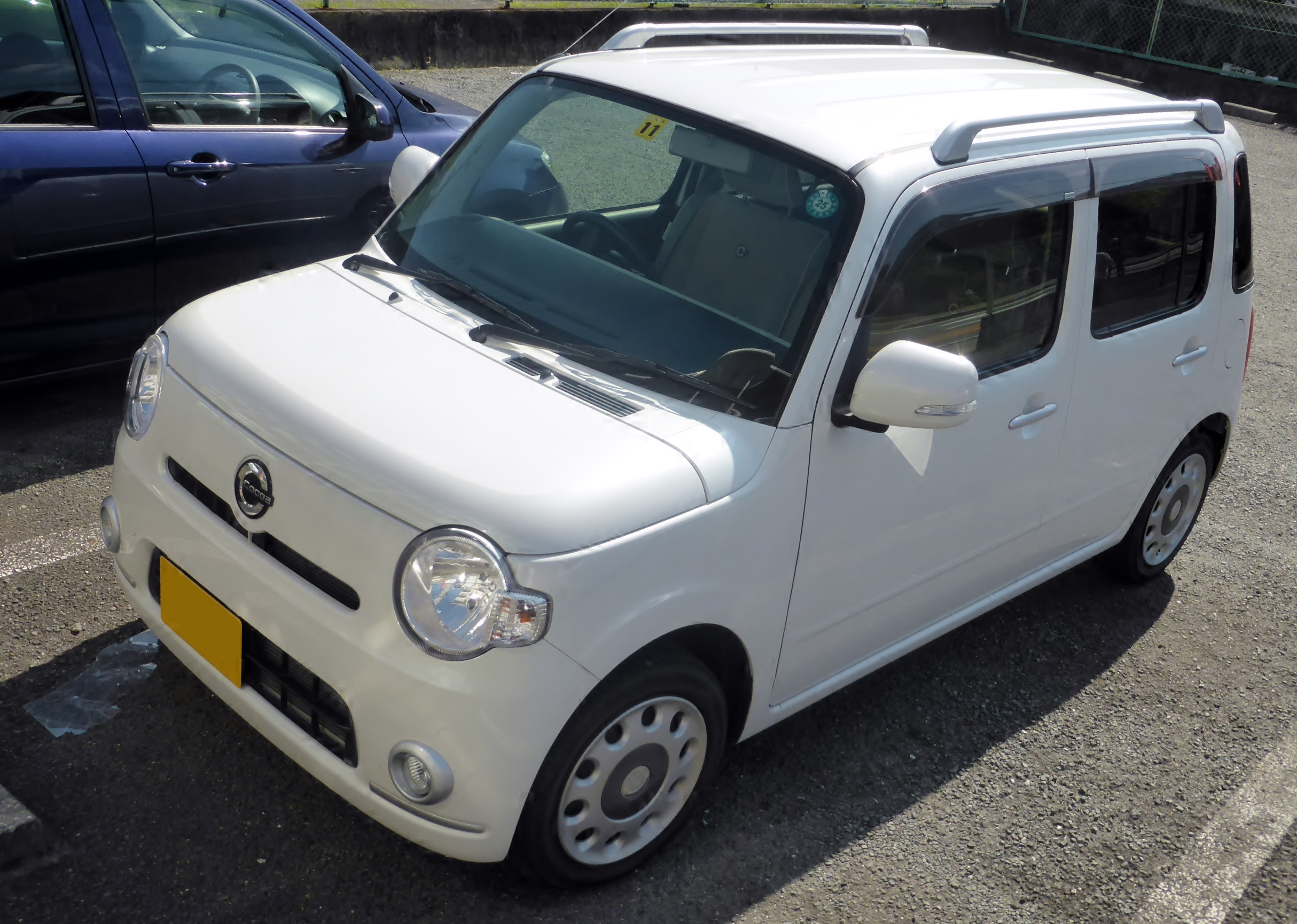
プラス系(2009年販売型)　フロント

## 車名の由来
車名は飲料の「ココア」から来ており、ココアを飲んだときのほっとする雰囲気から、落ち着く車を表現している。